# RhB Ge 6/6 II
Die Ge 6/6 II ist eine schwere Elektrolokomotive der Rhätischen Bahn (RhB). Die sechsachsigen Maschinen (Achsformel Bo’Bo’Bo’) wurden im Schnellzug- und später meistens im Güterzugdienst eingesetzt.

## Geschichte

### Vorgeschichte

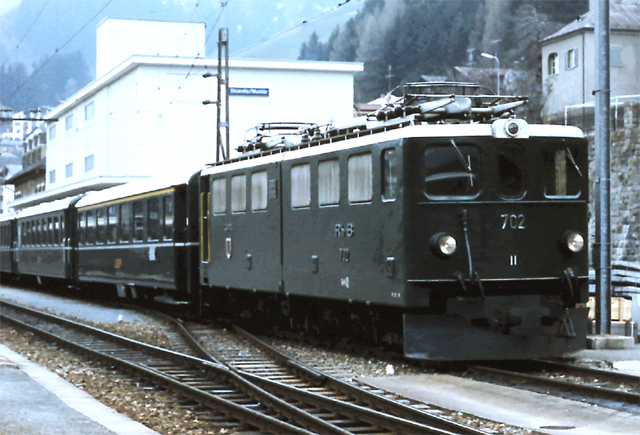
Die Ge 6/6 II 702 in ihrer ursprünglichen Farbgebung in grün. Ebenfalls zu sehen ist die alte Kopfform mit drei Fenstern und die Scherenstromabnehmer

In den 1950er Jahren wuchs der Verkehr auf der RhB so stark, dass die vorhandenen «Krokodile» Ge 6/6 I und die Ge 4/4 I nicht mehr ausreichten. Der 1958 begonnene Bau der Elektrizitätswerke im Bergell (Albigna-Talsperre) unter der Bauherrschaft des Elektrizitätswerk der Stadt Zürich benötigte pro Tag bis zu 1000 Tonnen Zement, die ab Untervaz ins Engadin zu befördern waren. Hierfür brauchte die RhB ein Triebfahrzeug,
das eine Anhängelast von  250 Tonnen auf den 35 ‰-Rampen der Albulalinie ziehen konnte.

### Indienststellung
Die zwei Loks der ersten Bauserie (Nummern 701 und 702) wurden 1958 von SLM, BBC und MFO zum Stückpreis von 230'000 Franken geliefert, die Nachfolger (Nummern 703 bis 707, 1965 in Dienst gestellt) waren dann 200'000 Franken teurer.

## Konstruktion

### Lieferzustand
Technisch entsprechen die Maschinen dem damaligen Stand: (Niederspannungs-)Stufenschalter und Einphasen-Reihenschlussmotoren. Die äusseren beiden Drehgestelle und die Fahrmotoren können mit den Ge 4/4 I ausgetauscht werden. Das Kastengelenk zwischen den beiden Lokhälften erlaubt nur vertikale Bewegungen. Die Ge 6/6 II sind 80 km/h schnell und 65 Tonnen schwer, sie leisten 1776 kW bei 46 km/h. Die zulässige Anhängelast beträgt 205 t auf 45 ‰ Steigung und 280 t auf 35 ‰.

### Umbauten

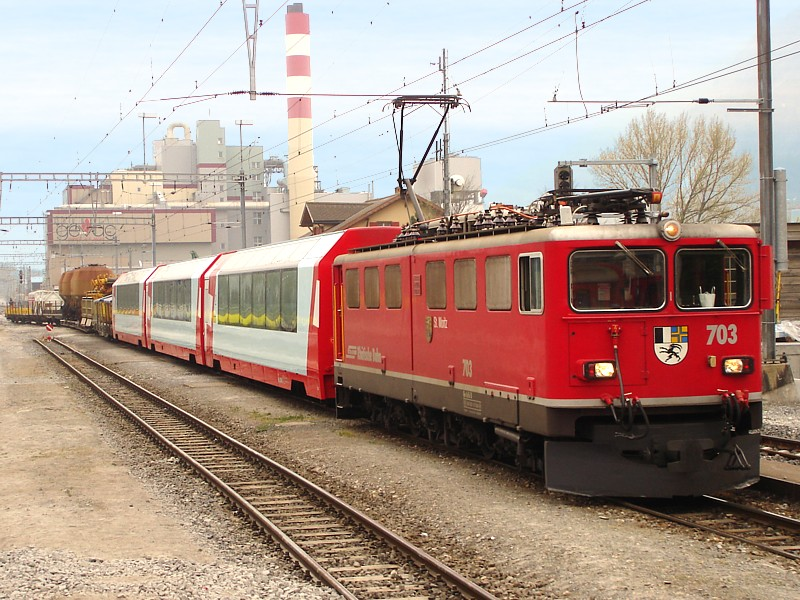
Ge 6/6 II 703 bei Untervaz. Die runden Scheinwerfer wurden bei einer grösseren Revision durch eckige ersetzt.

Die ersten beiden Loks wiesen noch Übergangstüren an den Stirnfronten auf. Diese wurden 1968/69 zugeschweisst, der Angleich an die zweite Serie (mit zwei anstatt drei Stirnfenstern) erfolgte jedoch erst gegen Ende der 1980er Jahre.
1985 begann die Umlackierung von grün auf rot, und 1998 wurden die alten Pantographen durch moderne Einholmstromabnehmer ersetzt.

## Die Ge 6/6 II heute

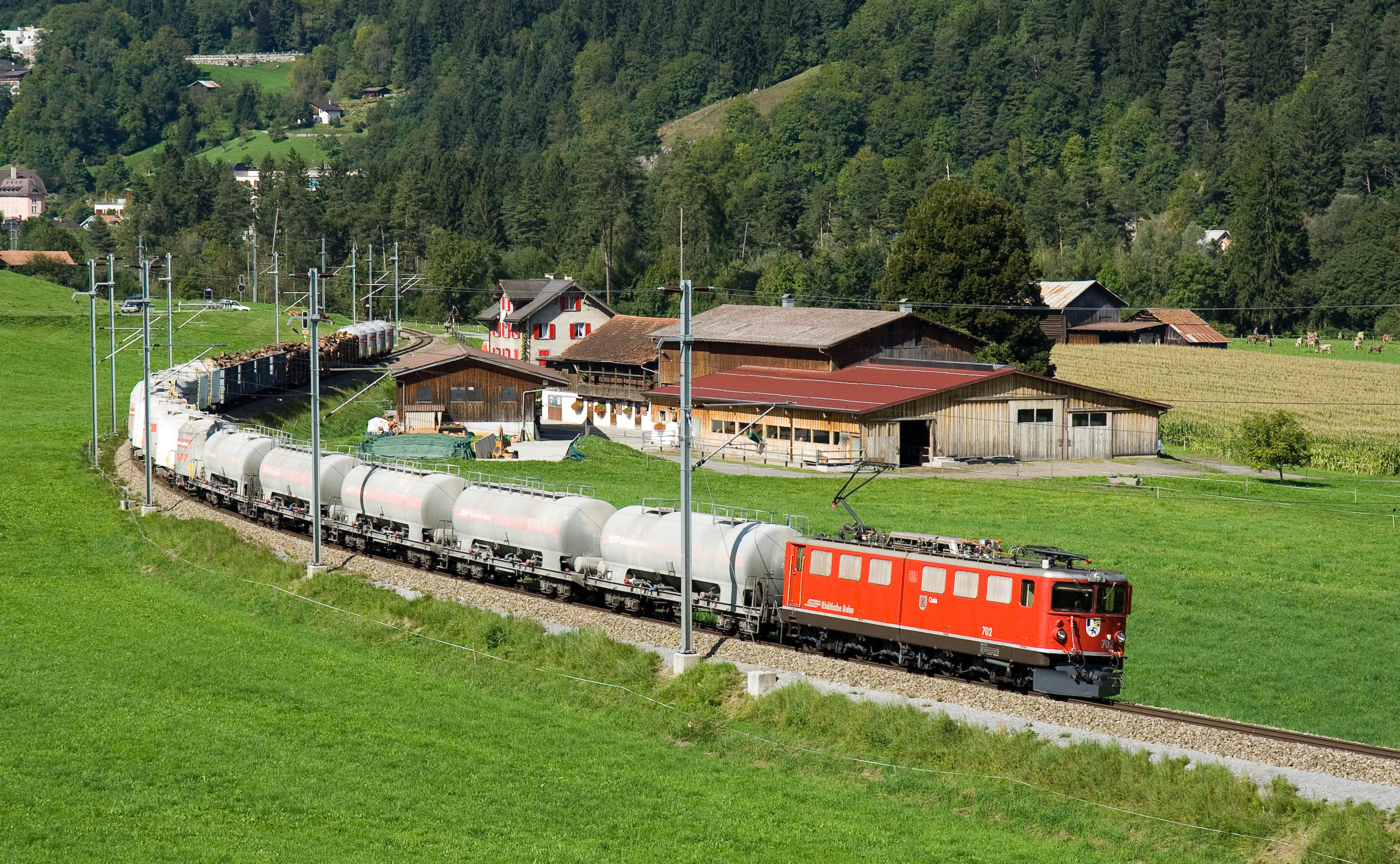
Die Prototyplokomotive Ge 6/6 II 702 bei ihrer späteren Hauptaufgabe, der Bewältigung des schweren Güterverkehrs. Hier mit 27 Wagen bei Ilanz

Nach Fertigstellung der Bergeller Kraftwerke wurden die 700er vorwiegend vor Schnellzügen auf der Albulalinie eingesetzt. Seit die ab 1993 in Dienst gestellten Ge 4/4 III diese Aufgaben übernommen haben, waren die Ge 6/6 II hauptsächlich vor Güterzügen auf dem gesamten Stammnetz (ohne Arosalinie) anzutreffen, doch auch vor Personenzügen waren sie bis zuletzt zu sehen.
Lok 701 trug den Namen der römischen Provinz Raetia, der sich bis heute als Synonym für Graubünden erhalten hat, Lok 702 den lateinischen Namen Curia der Kantonshauptstadt Chur.
Die restlichen Fahrzeuge 703–707 sind nach grösseren Bündner Gemeinden, welche die Streckenendpunkte am Stammnetz sind, benannt. Neben dem Namen steht auf jeder Lokomotive zusätzlich die Betriebsnummer in weiss sowie das Wappen der Patengemeinde (bei Lok 701 das Kantonswappen).
Am 22. November 2011 wurde die Lok 703 im Bahnhof Rueun bei einem Zugunglück im Frontbereich schwer beschädigt. Sie war mit ihrem Güterzug frontal auf einen im Bahnhof wartenden Zug (Güterwagen mit Rangiertraktor) geprallt.
Im Juli 2020 wurde Lok 701 als erste Lok dieser Baureihe ausser Betrieb genommen, Lok 705 folgte Anfang Januar 2021. Mitte Mai wurde Lok 705 nochmals in Betrieb genommen, weil Lok 704 einen grösseren Schaden erlitt. Lok 706 wurde nach einem Motorschaden abgestellt, Lok 703 nach einem kleineren Brand und Motorschaden. Auf den 1. November 2021 wurden alle übrigen Loks (702, 705, 707) ausrangiert und abgestellt. Lok 704 sollte als betriebsfähiges Museumsfahrzeug erhalten bleiben. Aufgrund des schlechten Zustandes von Lok 704 entschied sich die RhB letztlich, die Lok 707 zu erhalten. Sie wurde am 19. November 2021 nach Samedan überführt und ist dort im Depot bis auf weiteres ohne Betriebsbewilligung abgestellt.
Am 10. Februar 2021 wurde die Lok 701 in Chur abgebrochen. Lok 703 wurde am 14. Juni, Lok 704 am 4. Juli 2022 in Chur abgebrochen. Am 30. März 2023 wurde die Lok 702 von Landquart nach Luzern ins Verkehrshaus überführt, wo sie zusammen mit zwei RhB-Zementwagen vor dem neuen «House of Energy» ihren neuen Standort gefunden hat.

## Liste der Ge 6/6II
| Betriebsnummer | Name                     | Wappen | Inbetriebnahme  | Bemerkung                                                                                               |
| -------------- | ------------------------ | ------ | --------------- | --- |
| 701            | Raetia                   |        | 9. Mai 1958     | In Chur abgebrochen am 10. Februar 2021                                                                 |
| 702            | Curia                    |        | 19. Juni 1958   | Ausrangiert Ausgestellt beim Verkehrshaus in Luzern                                                     |
| 703            | St. Moritz               |        | 5. April 1965   | In Chur abgebrochen am 14. Juni 2022                                                                    |
| 704            | Davos                    |        | 3. Februar 1965 | In Chur abgebrochen am 4. Juli 2022                                                                     |
| 705            | Pontresina/Puntraschigna |        | 5. Mai 1965     | Ausrangiert Abgestellt in Landquart                                                                     |
| 706            | Disentis/Mustér          |        | 9. Juni 1965    | Ausrangiert In Chur abgebrochen am 14. Dezember 2023                                                    |
| 707            | Scuol                    |        | 5. Juli 1965    | bis 1971 als Schuls/Scuol bezeichnet Ausrangiert, abgestellt in Samedan, als historische Lok vorgesehen |